# VfB Preußen Langenbielau
VfB Preußen Langenbielau was een Duitse voetbalclub uit Langenbielau, dat tegenwoordig het Poolse Bielawa is.

## Geschiedenis
De club werd in 1909 opgericht als VfB Langenbielau. In 1927 werd de club kampioen in de tweede klasse van de Berglandse competitie. In de promotie-eindronde versloeg de club eersteklasser SC Sportfreunde Liebau en promoveerde zo naar de hoogste klasse. Nadat de club in 1929 als eens tweede werd achter SV Preußen Glatz kon de club in 1931 groepswinnaar worden. In de Berglandse finale verloor de club van Waldenburger SV 09. De club plaatste zich wel voor de Zuidoost-Duitse eindronde en werd daar vierde op zes clubs. Het volgende seizoen werd de club opnieuw groepswinnaar en kon nu Waldenburger SV verslaan in de finale waardoor ze kampioen werden. Dit vertaalde zich echter niet in succes op regionaal niveau want in de eindronde werden ze laatste. In 1933 eindigde de club samen met SV Preußen Schweidnitz op de eerste plaats in de groepsfase, en verloor de play-off om de titel.
Na dit seizoen werd de competitie in Duitsland hervormd door de NSDAP. De Gauliga werd ingevoerd als nieuwe hoogste klasse en voor de Gauliga Schlesien was geen enkele club uit de Berglandse competitie geplaatst omdat deze clubs te zwak bevonden werden. De club moest ook gedwongen fuseren met stadsrivaal SC Preußen Langenbielau, dat in de tweede klasse speelde en werd zo VfB Preußen Langenbielau. De club ging in de Bezirksliga Mittelschlesien spelen.
Na enkele plaatsen in de middenmoot werd de club in 1937 en 1939 derde. Door het uitbreken van de Tweede Wereldoorlog werd de competitie regionaal verder onderverdeeld. Tijdens het seizoen 1942/43 trok de club zich terug uit de competitie.
Na het einde van de oorlog werd Langenbielau een Poolse stad. De Duitsers werden verdreven en alle Duitse voetbalclubs werden ontbonden.

## Erelijst
Kampioen Bergland
1932